# باربرا هيرفي
باربرا هيرفي (بالإنجليزية: Barbara Hervey)‏ هي قاضية ومحامية أمريكية، ولدت في 26 يونيو 1953.